# アニフロルマブ
アニフロルマブ（Anifrolumab）は、全身性エリテマトーデス（SLE）の治療に用いられるモノクローナル抗体である。I型インターフェロン受容体に結合し、インターフェロン-α、インターフェロン-β等のI型インターフェロンの活性を阻害する[要出典医学]。

## 効能・効果
既存治療で効果不十分な全身性エリテマトーデス

## 警告
- 呼吸器感染や帯状疱疹（播種性帯状疱疹を含む）等の感染症のリスクを増大させる可能性がある。
- 結核の既往歴を有する患者では結核を活動化させる可能性がある（潜在性結核を含む）。
- 関連性は明らかではないが、悪性腫瘍の発現も報告されている。
- 致死的な肺炎を含む感染症が報告されている。

## 禁忌
- 製剤成分に対し過敏症の既往歴のある患者
- 重篤な感染症の患者
- 活動性結核の患者

## 副作用
重大な副作用として、添付文書にはアナフィラキシーと重篤な感染症（肺炎や播種性帯状疱疹等）が記載されている。
10%以上の患者に発生する副作用として、上気道感染（上気道炎、上咽頭炎、咽頭炎）と注入時反応が知られている。

## 作用機序
本剤は、I型インターフェロンα受容体のサブユニット1（IFNAR1）に結合するヒト免疫グロブリンG1κモノクローナル抗体である。I型IFNはSLEの発症機序に重要な役割を果たす。I型IFN誘導性遺伝子発現の上昇は、成人SLE患者の大部分（約60〜80%）に認められ、SLEの疾患活動性及び重症度と相関している。—サフネロー点滴静注300mg 添付文書

## 臨床試験
アニフロルマブは、第III相試験であるTULIP 1試験において、主要評価項目であるSLE Responder Index 4で評価される疾患の有意な減少を達成出来なかった。この多施設共同二重盲検プラセボ対照試験は、中等度から重度のSLEを有する成人を1年間にわたって追跡調査したものである。予備的結果は2018年8月31日に発表された。
日本では、3本の第II相臨床試験（MUSE試験 (1年間)、1145試験 (3年間)、02試験 (3年間)）および3本の第III相臨床試験（TULIP-1試験 (1年間)、TULIP-2試験 (1年間)、TULIP SLE LTE 試験 (3年間-継続中)）に基づいて評価された:14-42。

## 承認
アニフロルマブは、2021年8月に米国で医療用として承認された。
日本では、2021年9月27日に承認された。また、2021/11/25、商品名「サフネロー」として発売された

## 参考資料
1. 1 2 3  “Saphnelo- anifrolumab injection, solution”. DailyMed. 2021年8月11日閲覧。
2. ↑  Statement On A Nonproprietary Name Adopted By The USAN Council - Anifrolumab, American Medical Association.
3. 1 2  “サフネロー点滴静注300mg 添付文書”. www.info.pmda.go.jp. 2021年11月21日閲覧。
4. ↑  “Update on TULIP 1 Phase III trial for anifrolumab in systemic lupus erythematosus” (英語). www.astrazeneca.com. 2019年2月5日閲覧。
5. ↑  “サフネロー点滴静注300mg インタビューフォーム”. www.info.pmda.go.jp. 2021年11月21日閲覧。
6. ↑  “BLA 761123”. 2021年11月21日閲覧。
7. ↑  “Saphnelo (Anifrolumab) approved in the US for moderate to severe systemic lupus erythematosus”. 2021年11月21日閲覧。
8. ↑  "Saphnelo (anifrolumab) Approved in the US for Moderate to Severe Systemic Lupus Erythematosus" (Press release). AstraZeneca. 2 August 2021. Business Wireより2021年8月2日閲覧。
9. ↑  “アニフロルマブがSLEに適応承認を取得／アストラゼネカ｜CareNet.com”. CareNet.com. 2021年11月21日閲覧。

## 関連文献
- “Anifrolumab in systemic lupus erythematosus: current knowledge and future considerations”. Immunotherapy 12 (5):  275–86. (April 2020). doi:10.2217/imt-2020-0017. PMID 32237942.

## 外部サイト
- “Anifrolumab”. Drug Information Portal.   U.S. National Library of Medicine. 2021年11月21日閲覧。
- 臨床試験番号 NCT01438489 研究名 "A Study of the Efficacy and Safety of MEDI-546 in Systemic Lupus Erythematosus" - ClinicalTrials.gov
- 臨床試験番号 NCT02446912 研究名 "Efficacy and Safety of Two Doses of Anifrolumab Compared to Placebo in Adult Subjects With Active Systemic Lupus Erythematosus" - ClinicalTrials.gov
- 臨床試験番号 NCT02446899 研究名 "Efficacy and Safety of Anifrolumab Compared to Placebo in Adult Subjects With Active Systemic Lupus Erythematosus" - ClinicalTrials.gov